# 异唇花
异唇花（学名：Anisochilus pallidus）为唇形科排草香属下的一个种。